# 2011 HZ102
2011 HZ102, também escrito como 2011 HZ102, é um objeto transnetuniano que está localizado no Cinturão de Kuiper, uma região do Sistema Solar. Este corpo celeste é classificado como um cubewano. Ele possui uma magnitude absoluta de 9,3 e tem um diâmetro estimado com cerca de 61 km.

## Descoberta
2011 HZ102 foi descoberto no dia 28 de abril de 2011 pelo New Horizons KBO Search.

## Órbita
A órbita de 2011 HZ102 tem uma excentricidade de 0,013 e possui um semieixo maior de 43,138 UA. O seu periélio leva o mesmo a uma distância de 42,576 UA em relação ao Sol e seu afélio a 43,701 UA.